# Мотков
Мотков — російське прізвище.

## Відомі носії
- Мотков Максим Михайлович (* 31.08.1969) — український артист балету, народний артист України (2007). Соліст балету Національної опери України ім. Т. Г. Шевченка.
- Мотков Михайло Петрович (23.01.1930 —?) — український танцюрист, педагог народної хореографії, заслужений артист УРСР (1969). Соліст Ансамблю танцю України імені Павла Вірського.
- Мотков Олексій Михайлович (* 14.09.1962) — артист балету Національної опери України ім. Т. Г. Шевченка.